# Icegergert
Icegergert, pseudonimo di Georgij Evgen'evič Gergert (in russo Георгий Евгеньевич Гергерт?; Bratsk, 24 agosto 2001), è un rapper russo.

## Biografia
Gergert, di origini ancestrali tedesche e azere, è nato nella città siberiana di Bratsk, ha frequentato la scuola militare "Suvorov" e si è successivamente stabilito a San Pietroburgo. Ha dichiarato di essere cresciuto ascoltando Basta e Guf, nonché alcuni esponenenti dell'hip hop francese e tedesco; per quest'ultimo, infatti, ha fatto riferimento a Luciano. Ha esordito nell'industria discografica sotto lo pseudonimo di Icegergert, facendosi conoscere per il suo stile gangsta rap dei primi lavori.
L'album in studio d'esordio OAO «Blizkie», uscito nel novembre 2022, è stato susseguito dall'LP Business Bay, presentato qualche mese più tardi. È stata poi la volta degli EP Ich bin Trapper e Opričniki (2023), che hanno contribuito ad attirare l'attenzione della Gazgolder, etichetta gestita da Basta, che ha quindi deciso di ingaggiarlo all'interno.
Royal Bastards, il suo terzo LP, è stato messo in commercio nel giugno 2024, e include collaborazioni con lo stesso Basta e altri artisti dell'hip hop russo. Al fine di promuoverlo, è stato impegnato con una tournée su scala nazionale tra settembre e ottobre 2024. Nel frattempo, è anche comparso nella traccia Da Law tratta dal disco collaborativo di Big Baby Tape e Aarne Peekaboo, e ha duettato con Guf nel singolo Otcy i dety.
Nel novembre è stato pubblicato Ave, l'EP con cui è salito alla ribalta; due delle tracce, Casino e Amsterdam, hanno riscosso successo commerciale a partire dall'anno seguente, comparendo nelle classifiche di svariate piattaforme digitali russe. La seconda è stata anche supportata da un video girato nell'eponima città e diffuso a febbraio. Sempre nello stesso mese è uscito Name, uno dei singoli trainanti di 735 di Obladaet.
Il 14 marzo 2025 è avvenuta la pubblicazione del sesto EP From Sparta to Padre, costituito da sei brani e anch'esso accolto commercialmente. Ha anche preso parte alle riprese del film di gangster Navar e ha piazzato il suo primo ingresso nella Top Internet Hits Russia Weekly Chart della Tophit con Gektor; Icegergert è così giunto in cima alla Top Internet Artists Russia Monthly Chart compilata sulla base della popolarità riscontrata sui servizi musicali dell'intero marzo 2025. Nel mese successivo è stato reso disponibile Fake ID, duetto con Kizaru rimasto in vetta alla Latvijas straumētāko singlu della Latvijas Izpildītāju un producentu apvienība per due settimane consecutive e arrivato sul podio nazionale.
Icegergert è stato incluso nella lista annuale degli under 30 di Forbes Russia ed è stato il primo artista a ricevere il riconoscimento per la crescita più rapida su VK Muzyka. Sempre nello stesso mese alcuni dei suoi lavori precedenti sono stati rimossi dai servizi musicali e presi in analisi dal Ministero degli affari interni per una «revisione linguistica» del contenuto; ad alcuni sono state apportate delle modifiche, altri non sono stati ripristinati. Nasledstvo, in collaborazione con la connazionale Sky Rae, è diventato il suo terzo ingresso nella top ten russa e il secondo in quella lettone.

## Discografia

### Album in studio
- 2022 – OAO «Blizkie»
- 2023 – Business Bay
- 2024 – Royal Bastards

### EP
- 2022 – Podnjal potratil (con Romvkome)
- 2023 – Ich bin Trapper
- 2023 – Opričniki
- 2024 – Ave
- 2024 – Remix Tape 1
- 2025 – From Sparta to Padre

### Mixtape
- 2022 – Saint George 2
- 2023 – Saint George 3

### Singoli
- 2021 – Polukrovka
- 2021 – Solo
- 2023 – Block Baby Trouble
- 2023 – Intelligencija
- 2023 – Fake News (con Romvkome)
- 2023 – Vstat', smirno!
- 2023 – Tol'ko čerez booking
- 2023 – Madina
- 2023 – Bosco
- 2024 – Russkie vory
- 2024 – Vopros vremeni (con C4)
- 2024 – Gektor
- 2024 – Ultima (con Seeme)
- 2024 – Wolfgang (con Knigght)
- 2024 – Otcy i dety (con Guf)
- 2025 – Name (con Obladaet)
- 2025 – Rover (con D4P)
- 2025 – Fake ID (con Kizaru)
- 2025 – Nasledstvo (con Sky Rae)
- 2025 – OK (con Miidas)
- 2025 – Cezar' group (con A-This 52)
- 2025 – Money Men (con Smoki Mo e Brutto)

## Tournée
- 2024 – Royal Bastards Tour
- 2025 – Tour 2025